# March of the Dogs
March of the Dogs è un brano musicale dei Sum 41, contenuto nel quinto album in studio dei Sum 41, Underclass Hero, pubblicato nel 2007.

## La canzone
March of the Dogs è una canzone con un testo che si riferisce molto alla politica. Ciò è dimostrato da parole come: 
La canzone è inoltre un ritorno della band alle sonorità di Half Hour of Power e All Killer No Filler. Ha anche similarità del singolo The Hell Song, tratto da Does This Look Infected?. Nonostante queste somiglianze, questa è la prima canzone pubblicata dai Sum 41 ad avere un cambiamento di metro: è infatti l'unica ad avere una parte non in 4/4, ma in 3/4. March of the Dogs, dal punto di vista testuale, si presenta come molto più maturo rispetto ai primi album, comparabile sotto questo aspetto con il precedente Chuck. L'assolo presente verso la fine del brano è inoltre stato preso da quello di una prima versione di Open Your Eyes, poi scartata in favore di quella definitiva inserita in Chuck.

## Controversie
Fin dalla sua pubblicazione, è stato chiaro che il singolo sarebbe andato incontro a critiche. La prima frase della canzone afferma infatti 
Ciò ha causato aspre polemiche da parte dei sostenitori di George W. Bush. In risposta, il leader Deryck Whibley ha dichiarato:
(Deryck Whibley)
Il 4 maggio 2007 Deryck ha pubblicato un comunicato ufficiale per chiarire la questione, incluso in un articolo su Rolling Stone.